# Dracula (film din 1973)
Dracula este un film britanic de televiziune din 1973 regizat de Dan Curtis și scris de Richard Matheson, cu actorii Jack Palance (ca Dracula), Simon Ward (ca Arthur Holmwood) și Nigel Davenport (ca Abraham Van Helsing) în rolurile principale. Este bazat pe romanul Dracula de Bram Stoker.

## Distribuție
- Jack Palance - Contele Dracula / Vlad Țepeș
- Simon Ward - Arthur Holmwood
- Nigel Davenport - Abraham Van Helsing
- Fiona Lewis - Lucy Westenra / Maria, soția decedată a Contelui Dracula
- Murray Brown - Jonathan Harker
- Penelope Horner - Mina Murray
- Pamela Brown - Doamna Westenra
- Sarah Douglas - una din miresele lui Dracula
- Virginia Wetherell - Una din miresele lui Dracula
- Barbara Lindley - Una dintre miresele lui Dracula
- George Pravda - Hangiul
- Hana Maria Pravda - Soția hangiului
- Reg Lye - Îngrijitorul de la grădina zoologică
- John Pennington - shipping clerk